# رود آواچا
رود آواچا (انگلیسی: Avacha) یک رودخانه در سرزمین کامچاتکای کشور روسیه است.